# Суицидальная песня
«Суицидальная песня» (яп. 伝染歌 Дэнсэн ута) — триллер режиссёра Масато Харады. Премьера состоялась 18 августа 2007 года. Рейтинг MPAA: детям до 17 лет обязательно присутствие родителей.

## Сюжет
Андзу Нацуно, ученица старших классов школы для девочек Сэйун, привлеченная странной мелодией, заходит в одну из аудиторий школы и становится свидетельницей того, как её одноклассница Кана, напевая песню, вонзает нож себе в шею. Несколько дней спустя Андзу знакомится с Рику Нагасэем, молодым журналистом, заинтересованным самоубийством её подруги, и тот рассказывает ей городскую легенду о суицидальной песне, спев которую, человек совершает самоубийство. Не имея других зацепок, его друг Таити и несколько подружек Андзу решают спеть эту песню.

## В ролях
| Актёр                   | Роль           |
| ----------------------- | -------------- |
| Юко Осима (AKB48)       | Андзу Нацуно   |
| Рюхэй Мацуда            | Рику Нагасэй   |
| Саяка Акимото (AKB48)   | Акари Мацуда   |
| Юсукэ Исэйя             | Таити          |
| Хироси Абэ              | Джейк          |
| Ёсино Кимура            | Ранко Кабураки |
| Харуна Кодзима (AKB48)  | Кирико         |
| Ацуко Маэда (AKB48)     | Кана Такахаси  |
| Томоми Касай (AKB48)    | Асука Кумой    |
| Минами Минэгиси (AKB48) | Руми Иноуэ     |
| Каё Норо (AKB48)        |                |
| Эрэна Оно (AKB48)       | Саэ Миядзаки   |
| Минами Такахаси (AKB48) | Ай             |